# Саруле
Саруле (итал. Sarule) — коммуна в Италии, располагается в регионе Сардиния, подчиняется административному центру Нуоро.
Население составляет 1905 человек, плотность населения составляет 36,18 чел./км². Занимает площадь 52,65 км². Почтовый индекс — 8100. Телефонный код — 0784.
Покровителем населённого пункта считается Архангел Михаил. Праздник ежегодно празднуется 29 сентября.